# Fox Chapel (Pennsylvanie)
Fox Chapel est un borough situé au nord-est de Pittsburgh, dans le comté d'Allegheny, en Pennsylvanie, aux États-Unis,. En 2010, il comptait une population de 3 118 habitants. Fondé vers 1790, il est incorporé le 1er janvier 1935.

## Démographie
Lors du recensement de 2010, le borough comptait une population de 5 388 habitants. Elle est estimée, en 2019, à 5 264 habitants.

### Source de la traduction
- (en) Cet article est partiellement ou en totalité issu de l’article de Wikipédia en anglais intitulé « Fox Chapel, Pennsylvania » (voir la liste des auteurs).